# Аспрас

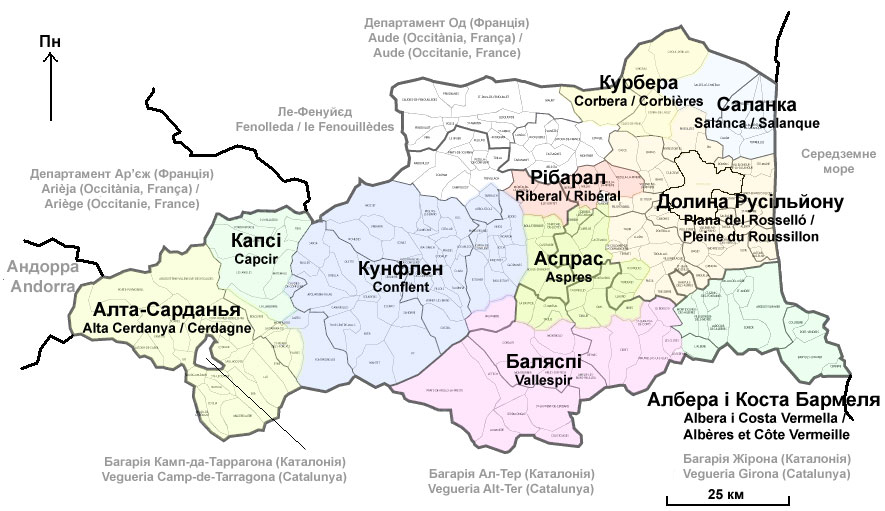
Географічні зони Русільйону : Курбера, Саланка, Рібарал, Долина Русільйону, Аспрас та Албера і Коста Бармеля

А́спрас (кат. Aspres, фр. Aspres) — південно-західна частина історичного району (кумарки) Русільйон, який разом з районами (кумарками) Алта-Сарданья, Капсі, Кунфлен та Баляспі є частиною каталанських країн. 
Французька назва — Аспр.  
Адміністративно є частиною французького департаменту Східні Піренеї.